# Sacalia quadriocellata
Sacalia quadriocellata là một loài rùa trong họ Emydidae. Loài này được Siebenrock mô tả khoa học đầu tiên năm 1903.